# Граф Беркшир
Граф Беркшир (англ. Earl of Berkshire) — дворянский титул, дважды создававшийся в системе пэрства Англии. В настоящее время графы Беркшир носят также титулы графа Саффолка, виконта Андовера (используется в качестве титула учтивости наследником графа) и барона Говарда из Чарльтона. Носителем титула является Майкл Говард, 21-й граф Саффолк и 14-й граф Беркшир.

## История

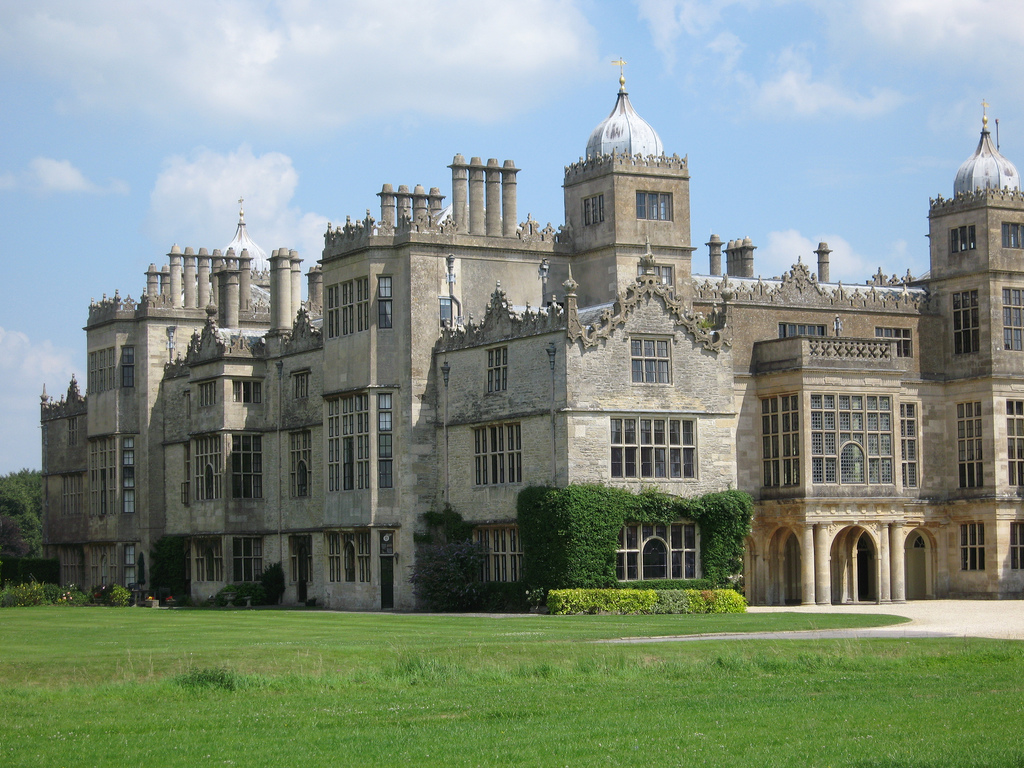
Чарльтон Парк (Уилтшир), графство Уилтшир, резиденция графов Саффолк и Беркшир

Впервые титул был создан королём Яковом I 28 января 1621 года вместе с титулом виконта Тейма для Фрэнсис Норрис, 2-го барона Норриса. Однако уже в январе 1622 года тот покончил жизнь самоубийством, не оставив сыновей, поэтому титул графа Беркшира угас.
Новая креация титула состоялась 5 февраля 1626 года, когда король Яков I присвоил титул Томасу Говарду, 1-му виконту Андоверу и 1-му барону Говарду из Чарльтона, сыну Томаса Говарда, 1-го графа Саффолка. После того как угасла ветвь графов Саффолк, которая пошла от старшего брата Томаса, Генри Боус Говард, 4-й граф Беркшир, унаследовал и титул графа Саффолка. После смерти в 1783 году Томаса Говарда, 14-го графа Саффолка и 7-го графа Беркшира титулы унаследовал его родственник Джон Говард, правнук Филиппа Говарда, младшего сына Томаса Говарда, 1-го графа Беркшира. Его потомки владеют этим титулом и в настоящее время. 
На 2025 год титул носит Александер Чарльз Майкл Уинстон Робсэм Говард, 22-й граф Саффолк и 15-й граф Беркшир (родился 17 сентября 1974).

## Графы Беркшир

### Графы Беркшир (креация 1621 года)
- 1621—1622: Фрэнсис Норрис (6 июля 1579 — 31 января 1622), 2-й барон Норрис с 1601 года, 1-й граф Беркшир и 1-й виконт Тейм с 1621 года[1].

### Графы Беркшир (креация 1626 года)
- 1626—1669: Томас Говард (около 1590 — 16 июля 1669), 1-й виконт Андовер и 1-й барон Говард из Чарльтона с 1622 года, 1-й граф Беркшир с 1626 года[2];
- 1669—1679: Чарльз Говард (около 1615 — апрель 1679), 2-й граф Беркшир, 2-й виконт Андовер и 2-й барон Говард из Чарльтона с 1669 года, сын предыдущего[3];
- 1679—1706: Томас Говард (14 ноябрь 1619 — 12 апреля 1706), 3-й граф Беркшир, 3-й виконт Андовер и 3-й барон Говард из Чарльтона с 1679 года, брат предыдущего[4];
- 1706—1757: Генри Боус Говард (4 ноября 1687 — 23 марта 1757), 4-й граф Беркшир, 4-й барон Говард из Чарльтона и 4-й виконт Андовер с 1706 года, 11-й граф Саффолк с 1745 года, внук Уильяма Говарда, сына Томаса Говарда, 1-го графа Беркшира[5];
- 1757—1779: Генри Говард (1739 — 7 марта 1779), 12-й граф Саффолк, 5-й граф Беркшир, 5-й барон Говард из Чарльтона и 5-й виконт Андовер с 1757 года, внук Уильяма Говарда, виконта Андовера, старшего сына предыдущего[6][7];
- 1779: Генри Говард[англ.] (8 августа 1779 — 10 августа 1779), 13-й граф Саффолк, 6-й граф Беркшир, 6-й барон Говард из Чарльтона и 6-й виконт Андовер в 1779 году, сын предыдущего[8];
- 1779—1783: Томас Говард (11 июня 1721 — 11 февраля 1783), 14-й граф Саффолк, 7-й граф Беркшир, 7-й барон Говард из Чарльтона и 7-й виконт Андовер с 1779 года, сын Генри Говарда, 11-го графа Саффолка[9];
- 1783—1820: Джон Говард (7 марта 1739 — 23 января 1820), 15-й граф Саффолк, 8-й граф Беркшир, 8-й барон Говард из Чарльтона и 8-й виконт Андовер с 1783 года, правнук Филиппа Говарда[англ.], младшего сына Томаса Говарда, 1-го графа Беркшира[10];
- 1820—1851: Томас Говард (18 августа 1776 — 4 декабря 1851), 16-й граф Саффолк, 9-й граф Беркшир, 9-й барон Говард из Чарльтона и 9-й виконт Андовер с 1820 года, сын предыдущего[11];
- 1851—1876: Чарльз Джон Говард (7 ноября 1804 — 14 августа 1876), 17-й граф Саффолк, 10-й граф Беркшир, 10-й барон Говард из Чарльтона и 10-й виконт Андовер с 1851 года, сын предыдущего[12];
- 1876—1898: Генри Чарльз Говард (10 сентября 1833 — 31 марта 1898), 18-й граф Саффолк, 11-й граф Беркшир, 11-й барон Говард из Чарльтона и 11-й виконт Андовер с 1876 года, сын предыдущего[13];
- 1898—1917: Генри Молинё Паджет Говард (13 сентября 1877 — 21 апреля 1917), 19-й граф Саффолк, 12-й граф Беркшир, 12-й барон Говард из Чарльтона и 12-й виконт Андовер с 1898 года, сын предыдущего[14];
- 1917—1941: Чарльз Генри Джордж Говард (2 марта 1906 — 12 мая 1941), 20-й граф Саффолк, 13-й граф Беркшир, 13-й барон Говард из Чарльтона и 13-й виконт Андовер с 1917 года, сын предыдущего[15];
- 1941—2022: Майкл Джон Джеймс Джордж Роберт Говард (27 марта 1935 — 5 августа 2022), 21-й граф Саффолк, 14-й граф Беркшир, 14-й барон Говард из Чарльтона и 14-й виконт Андовер с 1941 года, сын предыдущего[16];
- с 2022: Александер Чарльз Майкл Уинстон Робсэм Говард (род. 17 сентября 1974), 22-й граф Саффолк, 15-й граф Беркшир, 15-й барон Говард из Чарльтона и 15-й виконт Андовер с 2022 года, сын предыдущего[17];
  - Наследник: Артур Чарльз Александер Говард, виконт Андовер (род. 17 июля 2014), сын предыдущего[18].